# Høreforeningen
Høreforeningen er en dansk forening og interesseorganisation, der varetager interesser for danskere med høreproblemer.
Foreningens fokus har siden begyndelsen været at forbedre forholdene for mennesker med høreproblemer. Udover sit folkeoplysningsmæssige aspekt har foreningen bl.a. sikret gratis høreapparater og batterier. Foreningen har ca. 8.000 medlemmer og er medlem af Danske Handicaporganisationer (DH). Op imod hver sjette dansker har høreproblemer eller anslået ca. 800.000 danskere har høreproblemer.
Høreforeningen tilbyder bl.a. tolkeformidling, støjkasser (til undervisning i 6. klasse), høreguider, ungeguider, informatører, bisidderservice, kontaktpersoner, netværksgrupper, kurser og har særlige tilbud for børn og unge.
Foreningens medlemsblad hedder Hørelsen og udkommer 6 gange årligt. I december 2011 var oplagstallet på 10.500 eksemplarer.

## Historie
Høreforeningen er grundlagt i 1912 under navnet "Tunghøres Vel" og var den første tunghøreforening i Norden. I 1934 ændrede foreningen navn til Dansk Tunghøreforening. Foreningen fik navnet Landsforeningen for Bedre Hørelse i 1962. Seneste navneændring skete i 2006, hvor foreningen ændrede navn til Høreforeningen.

## Foreningens formål
Foreningens formål er ifølge Høreforeningens vedtægter §1:

Høreforeningen arbejder for bedre livsvilkår for de mennesker, der er berørt af høreproblemer eller sygdomme i øret. Høreforeningen søger såvel centralt og lokalt indflydelse på, at disse borgere får de samme muligheder for at kommunikere og for at deltage i samfundet som normalthørende medborgere har.
Forebyggelse og støj: Høreforeningen arbejder for at nedsætte eller helt forhindre risici for høreskader i forbindelse med støj på uddannelsesinstitutioner, på arbejdspladsen og i fritiden.
Støtte og information: Høreforeningen arbejder på at informere om ørets sygdomme, høreproblemer, hjælpemidler m.v. samt på at støtte medlemmerne i at håndtere tilværelsen som høreskadet/hørehandicappet.

## Organisationsstruktur
Landsmødet er Høreforeningens øverste myndighed og afholdes hvert fjerde år. Hovedbestyrelsen udgør foreningens landsdækkende ledelse og består af 12 medlemmer: 2 medlemmer fra hver af de 5 regioner, samt formand og næstformand. Foreningens landsformand er Majbritt Garbul Tobberup. Der findes ingen regionsafdelinger, men en lang række lokalafdelinger over hele landet. Desuden findes en række udvalg.